# Хімічна іонізація
Хімічна іонізація (ХІ, CI — Chemical Ionization) — альтернативний метод іонізації газоподібних сполук.
Технічно хімічна іонізація дуже схожа на електронну іонізацію. Різниця полягає в тому, що хімічна іонізація відбувається не у вакуумі, а в розрідженому газі, як правило метані, ізобутані або аміаку. Оскільки частка молекул газу значно перевищує частку молекул аналізованої речовини, відбувається переважна іонізація газу. Реакційний газ іонізують пучком електронів при тиску приблизно 1 mbar:
CH4 + e− = CH4.+  + 2e−
Іони розпадаються або, більшою мірою, реагують з неіонізованими молекулами газу (довжина вільного пробігу становить приблизно 0,004 см, тому найімовірнішими є міжмолекулярні реакції):
CH4 + CH4.+  = CH3.  + CH5+
У разі метану, іон CH5+ є сильною кислотою, яка передає протон аналізованим молекулам M, тим самим іонізуючи їх:
CH5+ + M = CH4 + MH+
Оскільки під час хімічної іонізації утворюється багато побічних продуктів іонізації газу, можливе утворення аддуктів, наприклад:
CH3+ + M = (M+CH3)+
Таким чином, відбувається м'яка іонізація аналізованих молекул, яка не викликає значної фрагментації, на відміну від електронної іонізації.
Вибір газу для хімічної іонізації визначається його спорідненістю з протоном у газовій фазі. Вона зростає в ряду:
CH4 < C4H10 < NH3
Таким чином, якщо за допомогою метану можна іонізувати практично будь-які леткі речовини, то за допомогою аміаку — тільки сильні основи, наприклад, аміни. Таким чином досягається селективність.
Хімічна іонізація дозволяє отримати спектр молекулярного іона аналізованої речовини, однак ускладнює вивчення його структури через відсутність фрагментації.
Переваги в порівнянні з електронним ударом:
- низька фрагментація, інтенсивний пік квазімолекулярного іона M+, який зазвичай відсутній при електронному ударі;
- реакційний газ може бути використаний як газ-носій в ГХ/МС;
- різні газові реакції забезпечують широкі можливості використання інтуїції при структурному аналізі.

Недоліки у порівнянні з електронним ударом:
- зазвичай спостерігається тільки квазімолекулярний іон у вигляді [M-1]+, [M+1]+;
- часта недостатня фрагментація ускладнює структурний аналіз;
- мале значення відношення m/z — часто на рівні шуму.